# El plan
Pour plus de détails, voir Fiche technique et Distribution.
El plan est un film espagnol réalisé par Polo Menárguez, sorti en 2019.

## Synopsis
Trois amis au chômage mettent en place un plan pour s'en sortir.

## Fiche technique
- Titre : El plan
- Réalisation : Polo Menárguez
- Scénario : Polo Menárguez et Ignasi Vidal d'après sa pièce de théâtre
- Musique : Pablo Martín-Caminero
- Photographie : Alejandro Espadero
- Montage : Vanessa Marimbert
- Production : Nacho La Casa
- Société de production : Capitán Araña
- Pays :  Espagne
- Genre : Comédie dramatique
- Durée : 79 minutes
- Dates de sortie : 
  - Espagne : 22 octobre 2019 (Festival international du film de Valladolid), 21 février 2020

## Distribution
- Raúl Arévalo : Andrade
- Antonio de la Torre : Paco
- Chema del Barco : Ramón

## Distinctions
Le film a été nommé pour deux prix Goya.